# Julie Skovsby
Julie Skovsby (født 15. november 1978 i Odense) er dansk tidligere folketingsmedlem fra Socialdemokraterne. I sit civile liv er hun cand.scient.pol.

## Baggrund
Julie Skovsby blev HHX-student fra Hillerød Handelsskole i 1998 og flyttede derefter til Odense for at påbegynde statskundskabsstudiet på Syddansk Universitet, hvorfra hun tog sin BA i statskundskab i 2003. Hun var i gang med at skrive speciale, da hun ved folketingsvalget 2007 blev valgt til Folketinget, hun har efterfølgende færdiggjort sit statskundskabsstudie i 2012.
Julie Skovsby bor privat i Odense sammen med sin mand og deres to sønner.

## Politisk karriere
Den politiske karriere startede for alvor, da Julie Skovsby blev valgt til regionsrådet i Region Syddanmark i 2005, hvor hun også var medlem af forretningsudvalget. Ved valget i 2007 stillede hun op i Assenskredsen i Fyns Storkreds og blev valgt med 5992 personlige stemmer. Ifølge Socialdemokraternes interne regler trak hun sig fra regionsrådet, og overlod sin post til Ib Madsen.
Skovsby sidder med i følgende udvalg: Udvalget til Valgs Prøvelse, Retsudvalget, Sundhedsudvalget, Socialudvalget samt Dansk Interparlamentarisk Gruppes bestyrelse. Ligesom hun er stedfortræder i Kommunaludvalget og Kirkeudvalget.